# Phrynoponera bequaerti
Phrynoponera bequaerti är en myrart som beskrevs av Wheeler 1922. Phrynoponera bequaerti ingår i släktet Phrynoponera och familjen myror. Inga underarter finns listade i Catalogue of Life.

## Bildgalleri

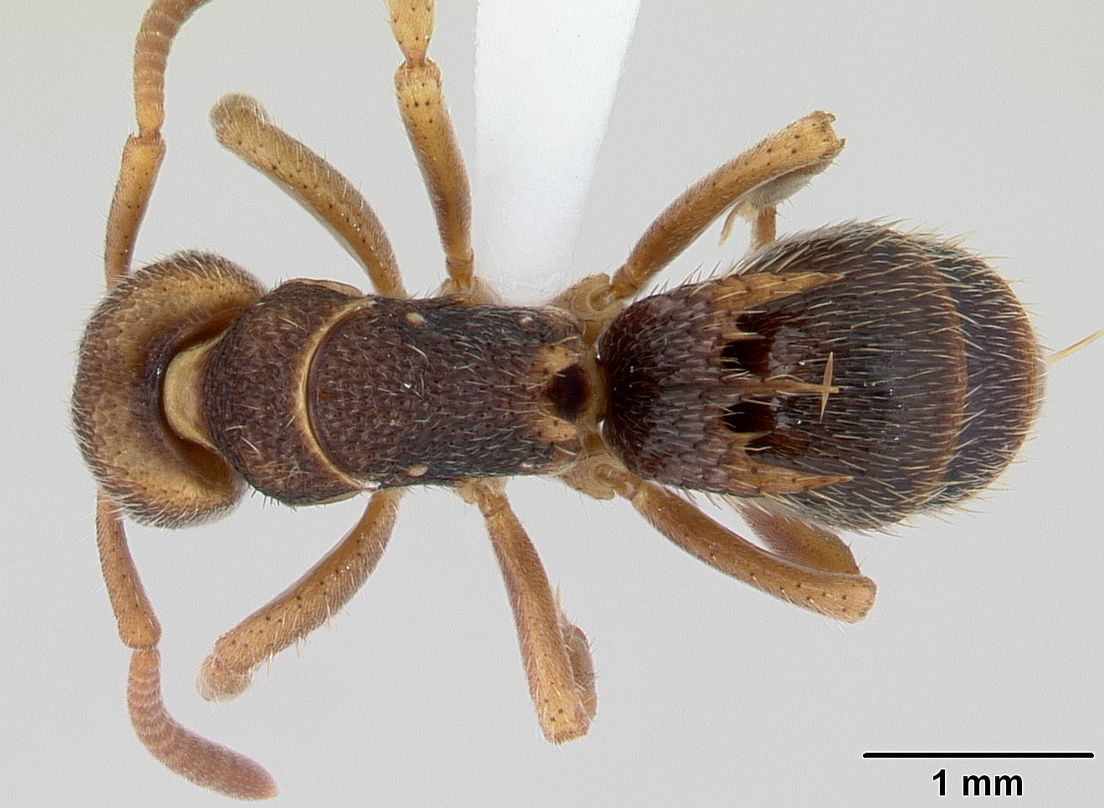
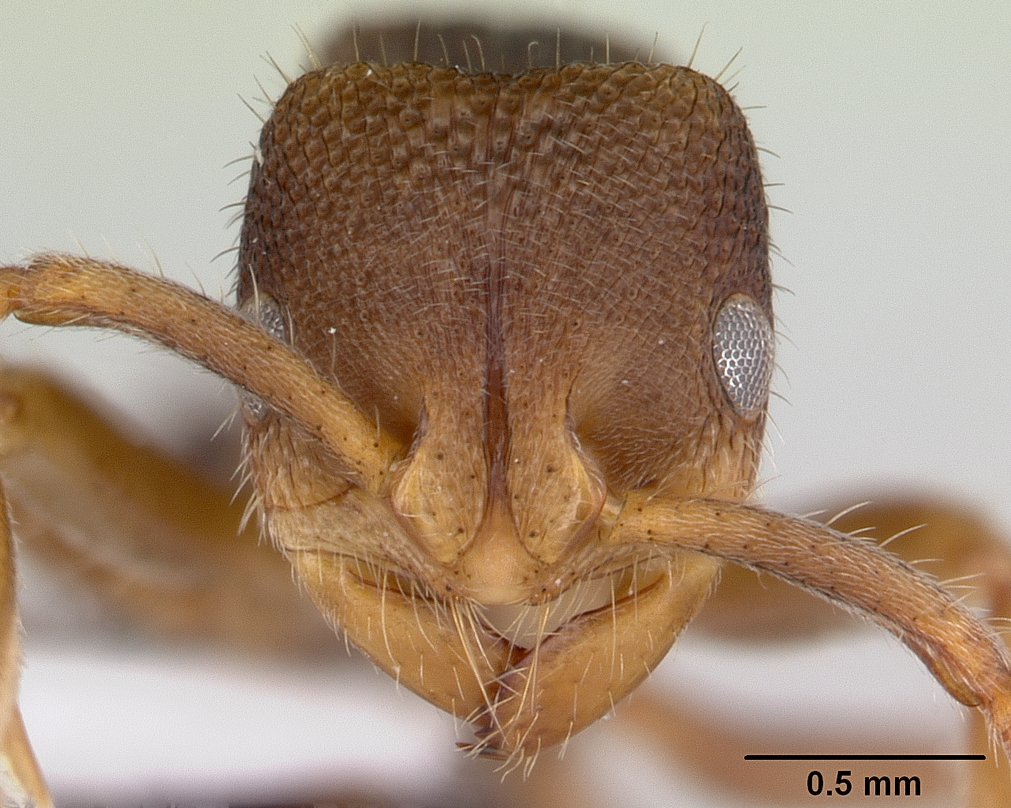
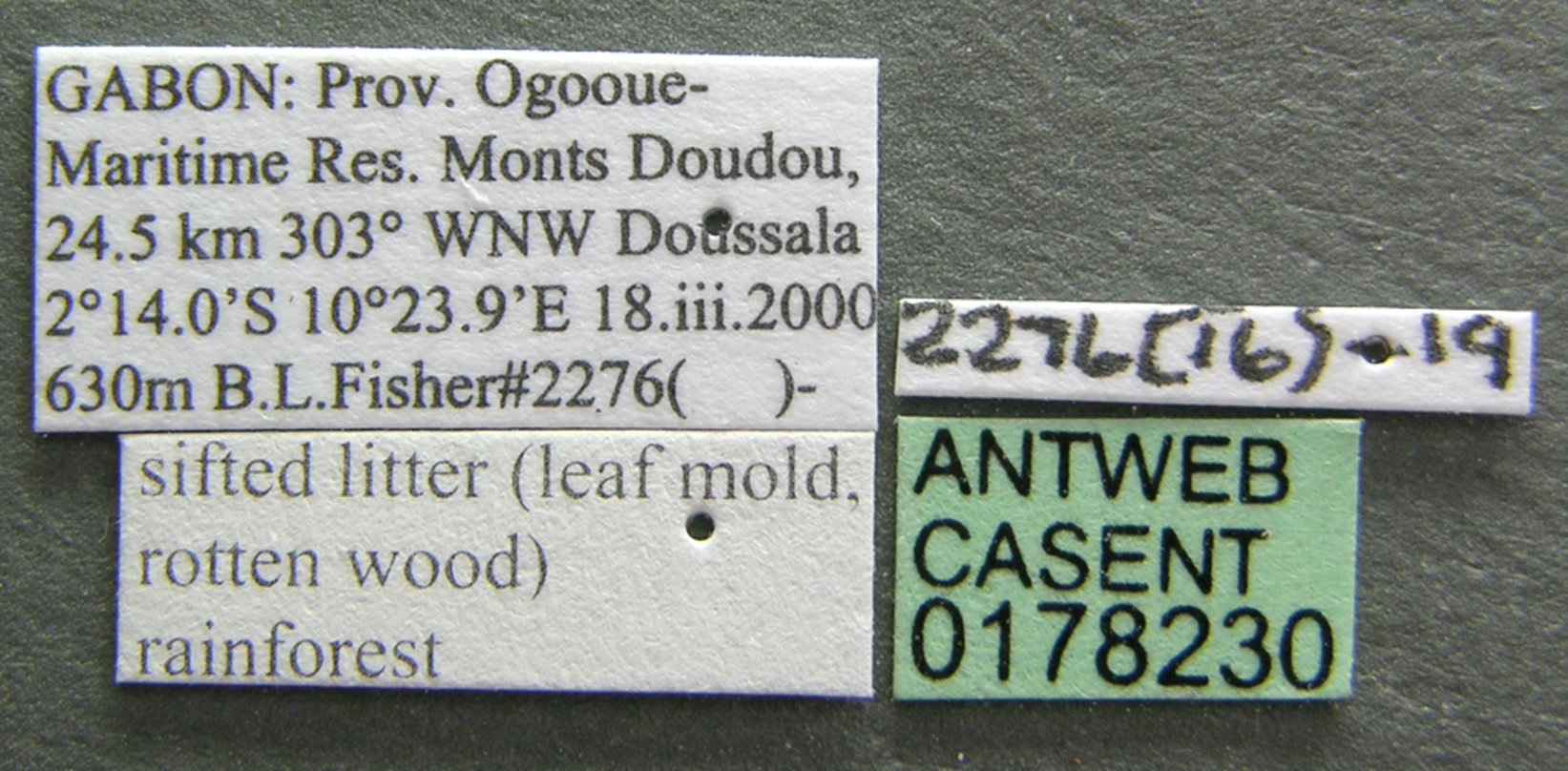
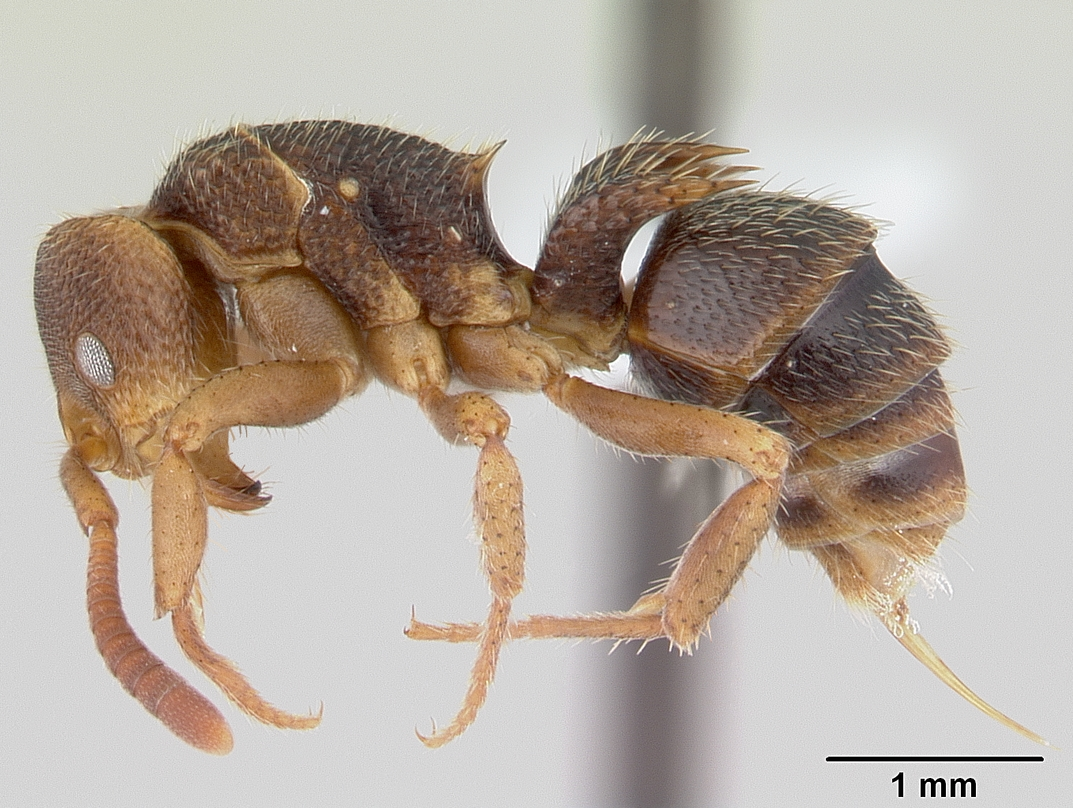
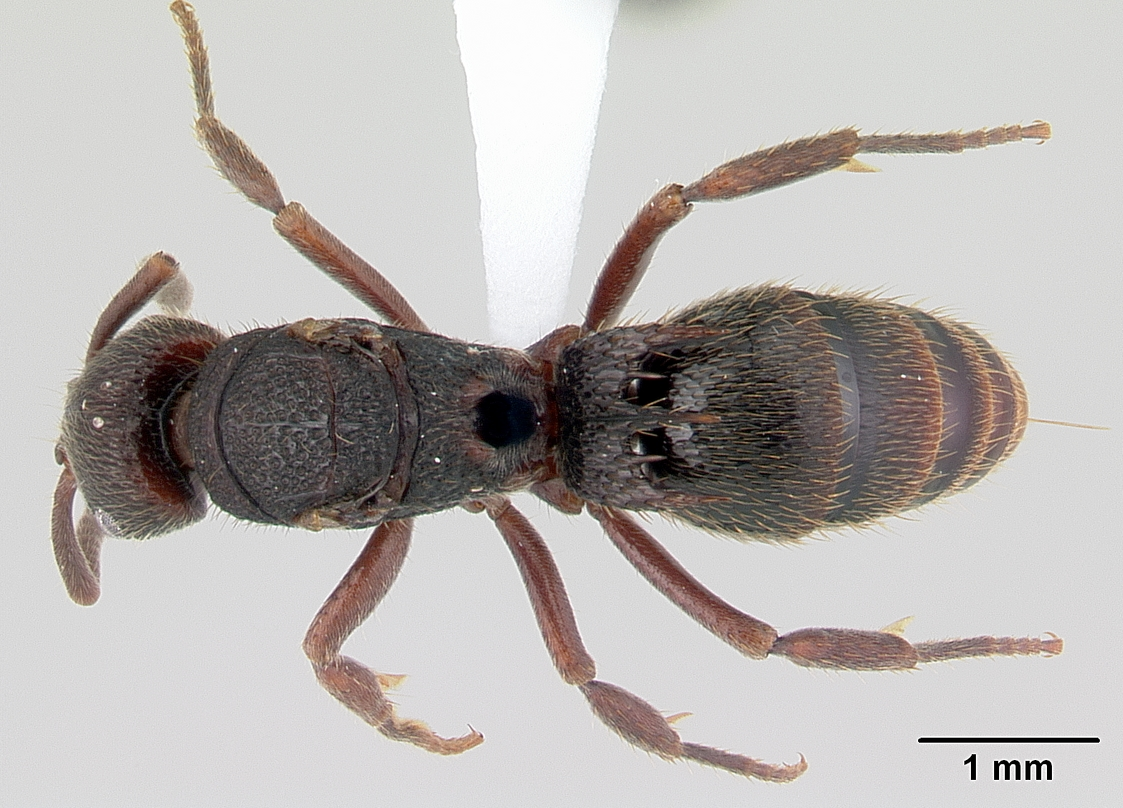
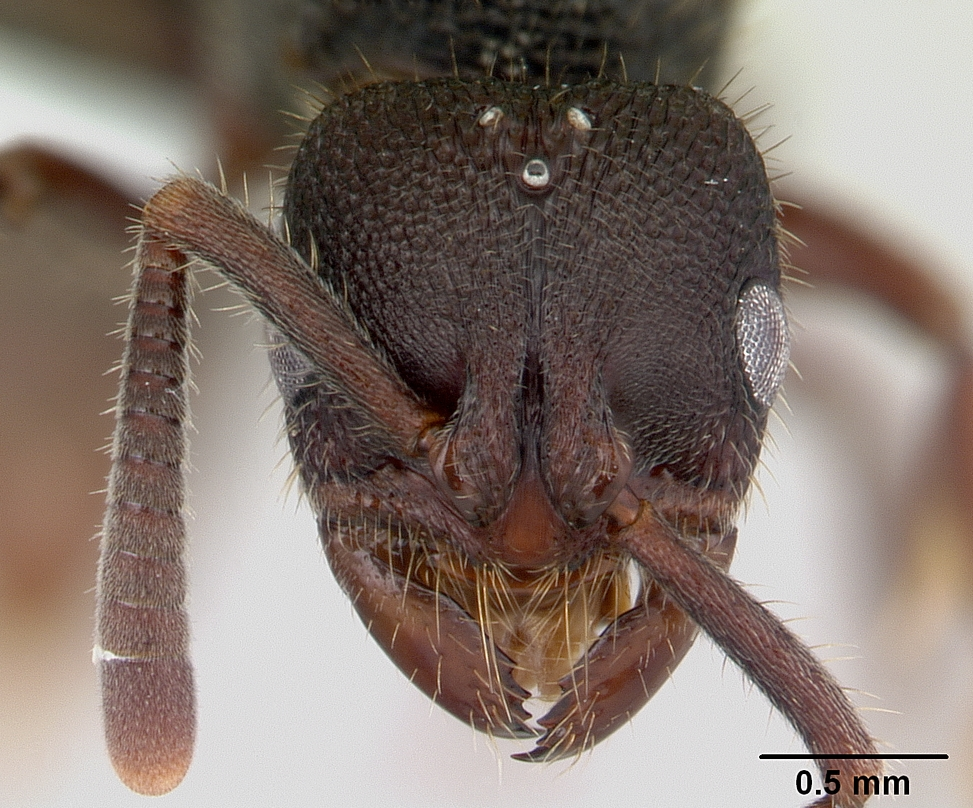